# Ole Rosén
Ole Rosén, född 1958 i Örebro, är en svensk-norsk målare, grafiker, skulptör och bildpedagog.
Rosén studerade Konstvetenskap vid Universitetet i Stockholm 1978-1982, Hovedskous målarskola i Göteborg 1982-1984 och Statens kunstakademi i Oslo 1984-1989. Han har medverkat i ett flertal utställningar bland annat i Akershus kunstsenter, Elverum kunstgalleri, Värmlands museum, Karlskoga konsthall, Statens kunstutstilling, Østlandsutstillingen, Konstfrämjandet i Örebro, Sillagården, Örebro länsmuseum, Nasjonalgalleriet och Kristinehamns konstmuseum. 
Han har tilldelats Kunstakademiets stipend 1986, Karlskoga kommuns kulturstipendium 1986, Statens kunstnerstipend 1988, Lorch Schives legat 1989 Värmlands konstförenings ungdomsstipendium 1989, Sveriges bildkonstnärsfond 1990, Vederlagsfondet 1998, Klaveness stipendium 2000, Kulturrådet 2002, Kulturrådet 2004, Statens kunstnerstipend 3-årig arbeidsstipend 2005, Vederlagsfondet 2010, Vederlagsfondet 2011, BKH 2013, och Vedelagsfondet 2015.     
Bland hans offentliga arbeten märks Skien fritidssenter och tillsammans med Mari Røysamb Skjold leir i Bardufoss. 
Hans konst består av målningar, grafik och skulpturer. Han har arbetat som bildlärare vid Einar Granums kunstskole i Oslo sedan 1997.
Rosén är representerad vid Utdanningsdepartementet, Stortinget, Karlskoga kommun, Kulturrådet, Sogn og Fjordane kunstmuseum, Haugesund billedgalleri, Statens konstråd, Kristinhamns kommun, Norges ambassad i Paris, Nasjonalgalleriet, Norsk kulturråd, Örebro läns landsting, Värmlands läns landsting och Karlstad kommun.